# Blackhawks Over Los Angeles
Blackhawks Over Los Angeles é um álbum do grupo Strung Out lançado em 2007.
Ainda em  26 de novembro de 2006, uma versão demo da canção "Downtown" foi disponibilizada para streaming.